# Fleurety
Fleurety es un grupo de black metal experimental, procedente de Noruega. Fue formada por Svein Egil Hatlevik and Alexander Nordgaren en 1991.

## Historia
La banda lanzó su primer demo, Black Snow. Un año más tarde, el grupo presentó su primer álbum, A Darker Shade of Devil de la mano de la discográfica Aesthetic Death. Tanto la demo como dicho álum presentaban el típico estilo noruego de Black metal, pero caracterizado por la voz, más aguda de lo normal, del cantante.
En 1995, la banda lanzó el álbum Min Tid Skal Komme, en una cooperación entre los sellos Aesthetic Death y Misanthropy. En este álbum la banda muestra un estilo más progresivo/psicodélico con armonías atonales, elementos de la música folk y voz femenina de la cantante de pop Marian Aas Hansen.
Con el lanzamiento en el año 1999 del LP Last-minute Lies, editado por Supernal music la banda se aleja cada vez más de sus orígenes como grupo de black metal.
En el 2000, la banda noruega saca el que es su último álbum musical hasta la fecha, Department of Apocalyptic Affairs. En dicho álbum el grupo muestra un estilo musical aún más ecléctico, que abarca, entre otros, diferentes estilos de metal, jazz y música electrónica. Además en el disco participan un gran número de músicos invitados relativos a diversos géneros vanguardistas y de black metal, entre ellos, Rygg Kristoffer y Tore Ylwizaker de Ulver, Hellhammer y Maniac de Mayhem, Carl-Michael Eide de Aura Noir, Ved Buens Ende , Steinar Johnsen Sverd de Arcturus , y Einar Sjursø de Beyond Dawn.
El álbum Min Tid Skal Komme fue reeditado por Candlelight Records en 2003, añadiendo a las canciones del álbum original una nueva pista titulada Absence que había sido grabada en principio para un álbum recopilatorio que se iba a presentar en 1995 llamado Blackend. Este álbum fue también reeditado en 2008 como un doble LP gatefold con Aesthetic Death Records donde añaden la demo Black Snow a la recopilación anterior.
En octubre de 2009, Fleurety lanza el vinilo de 7 "EP Ingentes atque Decorii apokalypsis Vexilliferi. Esta versión cuenta con nuevas versiones de antiguas canciones: Descent into Darkness", de Black Snow Y Absence. Este es el primero de una serie de EP sólo disponibles en vinilo y en edición limitada. La segunda versión de la serie, Evoco Bestias fue lanzado en diciembre de 2010.En 2011 Fleurety informa que lanzará un nuevo "EP llamado Et Spíritus Semper Meus Sub Sanguinantibus Stellis Habitabit.

## Miembros
- Alexander Nordgaren , vocalista, guitarra eléctrica, bajo eléctrico.
- Svein Egil Hatlevik, batería, coros.

## Discografía

### Álbumes de estudio
- Min Tid Skal Komme (1995)
- Department of Apocalyptic Affairs (2000)
- The White Death (2017)

### EP
- A Darker Shade of Evil (1994)
- Last-Minute Lies (1999)
- Ingentes Atque Decorii Vexilliferi Apokalypsis (2009)
- Evoco Bestias (2010)

### Demos
- Black Snow (1993)